# Berisso
Berisso è una città dell'Argentina, situata nella parte orientale della provincia di Buenos Aires, è il capoluogo dell'omonimo partido e parte dell'agglomerato urbano della Grande La Plata.

## Geografia fisica

### Territorio
La città è situata a 9 km a nord dalla città di La Plata, sulla riva della foce del Río de la Plata. È separata dalla vicina cittadina di Ensenada dal canale artificiale lungo il quale si sviluppa il porto di La Plata. La zona in cui sorge è pianeggiante e a basso rischio sismico, l'ultimo terremoto rilevante registrato è stato quello del 5 giugno 1888 con una magnitudine pari a 5,5 gradi della scala Richter.

## Storia
Il 24 giugno 1871 fu costruito a sud della cittadina portuale di Ensenada, nella zona dove attualmente sorge la città, una fabbrica per la produzione di carne salata ed essiccata (saladero). Intorno a questa installazione industriale si svilupparono i primi insediamenti che in seguito divennero un vero e proprio villaggio. Il fondatore della fabbrica fu Giovanni Berisso, un immigrato italiano originario della Liguria al quale venne poi intitolata la cittadina.
Nel 1882, con la costruzione del porto di La Plata i villaggi di Berisso ed Ensenada furono separati definitivamente da un canale. Dopo l'arrivo della prima ondata di coloni, formata principalmente da italiani, la cittadina fu popolata da una moltitudine di immigrati spagnoli, tedeschi, inglesi, irlandesi, ucraini, bielorussi, lituani, polacchi, ebrei, cechi, slovacchi, serbi, montenegrini, croati, albanesi, greci, bulgari, armeni, siriani e libanesi.
Il 17 ottobre 1945 partì da Berisso, diretta a Buenos Aires, la marcia spontanea dei lavoratori a sostegno di Juan Domingo Perón, incarcerato dagli stessi militari qualche giorno prima. 
Il 28 marzo 1978 il governatore de facto della provincia di Buenos Aires Ibérico Saint-Jean emanò il DL N° 438 con il quale proclamò la città capitale provinciale dell'immigrato.

## Società

### Evoluzione demografica
Secondo i dati del censimento del 2010 la città ha una popolazione di 88.470 abitanti; questo dato comparato ai risultati del precedente censimento avvenuto nel 2001 (80.092 abitanti) mostra un aumento pari al 10,46% nel decennio preso in esame.

## Cultura
La città è la sede del Museo de Berisso - Asociación 1871 che raccoglie al suo interno reperti e testimonianze storiche dell'evoluzione urbana e delle attività produttive strettamente legate alla sua fondazione. L'istituzione raccoglie al suo interno anche l'archivio cittadino e il museo del migrante.

## Sport
Berisso è sede del Club Atlético Villa San Carlos, società calcistica professionistica che disputa le sue partite allo stadio Genacio Sálice che può ospitare fino a 4000 spettatori.